# Хрок
Хрок също Крок (на немски: Chrocus, Crocus) е вожд на алеманите от края на 3 век. През 260 г. той повежда въстанието на алеманите срещу Римската империя, прекосявайки Горногерманския лимес и напредва чак до Клермон и вероятно дори до Равена, като вероятно присъства на завоюването от алеманите на франкския град Менде.
През 306 г. Хрок присъства като военачалник на римска служба на смъртта на Констанций Хлор в Йорк, Британия, когато Константин I е обявен за римски император.